# Hugo Lützow
Hugo (von) Lützow (født 1. marts 1617 på fæstningen Dömitz i Mecklenburg, død 21. marts 1693 på Antvorskov Slot) var en dansk amtmand.

## Karriere
Han var født på fæstningen Dömitz i Mecklenburg, hvor hans fader, Magnus Lützow til Niendorf m.m. (1564-1630), var kommandant; hans moder var Diliane von Behr (død 1645). Efter sin faders død 1630 blev han af hertug Adolf Frederik 1. af Mecklenburg anbefalet til enkedronning Sophie på Nykøbing Slot, hos hvem han gjorde pagetjeneste til hendes død (1631), hvorefter han kom i Christian IV's tjeneste som edelknabe og særlig uddannedes af staldmesteren Arent von der Kuhla. 1640 gjorde kongen Lützow væragtig, og samme år deltog han i Hannibal Sehesteds ambassade til Spanien. Hjemvejen lagde han over England og Holland. 1641 var han deltager i et gesandtskab til Regensburg, hvorefter han besøgte Wien, Venedig og Padua, ved hvis universitet han tilbragte vinteren, berejste derpå Italien og Frankrig, indtil krigen 1644 kaldte ham hjem for at være hos kongen, der udnævnte ham til hofjunker, i hvilken bestilling han 1648 gik over i Frederik III's tjeneste, uagtet der gjordes ham tilbud fra fremmede fyrster om ansættelser som staldmester og kammerjunker. Kongen gav ham selv disse udnævnelser ved sit hof 1649.
1650 sendtes han til Wien med otte heste til kejseren og benyttede lejligheden til at besøge Ungarn. For sine tjenester belønnedes han 1655 med Antvorskov og Korsør Len – hvortil henlagdes Saltø, som han dog kvitterede 1664 – og boede herefter som lensmand, fra 1662 som amtmand, på Antvorskov Slot, hvor han også i Svenskekrigen forblev til største nytte for lenene under fjendens nærværelse; også de ham underlagte stutterier lykkedes det ham nogenlunde at holde ved magt. Som lensmand på den almindelige rejserute – 1671-80 havde han yderligere Ringsted Amt – faldt det flere gange i hans lod at modtage og ledsage fyrstelige personer gennem landet. Efter 1671 blev han etatsråd, og 1684 fik han rang med overchargerne. Lützow, der 1651 var blevet naturaliseret som dansk adelsmand, erhvervede via sit andet ægteskab betydeligt jordegods dels i Sjælland, dels i Jylland (se nedenfor). Sit fædrene gods Bakendorf i Mecklenburg afhændede han.

## Familie
Ved sit giftermål 22. juni 1656 på Københavns Slot med Ide Rosenkrantz (16. juli 1639 på Keldgård – 15. marts 1666 på Antvorskov), datter af hofmester på Sorø Jørgen Rosenkrantz til Keldgård og Christence Juel (1612-1680), forøgede han ikke sit gods. Derimod bragte hans ægteskab 14. november 1672 på Lundsgård med Karen Juul (22. november 1642 på Bruusgård – 20. januar 1689 på Antvorskov, gift 1. gang 1669 med oberstløjtnant Markor Rodsteen til Lundsgård m.m., 1619-1670), datter af Ove Juul (1608-1644) til Bruusgård og og Elsebe Juel (død tidligst 1678) og enke efter Marqvard Rodsteen, ham Lundsgård og Jershave i Fyn, hvortil han købte Revninge og Drigstrup Kirker samt Vorgård (Hellum Herred, solgt 1675). Fra kronen erhvervede han Dyrehavegård (Tårnborg, Slagelse Herred) og Agersø (Vester Flakkebjerg Herred).
Lützow døde på Antvorskov 21. marts 1693, efter at han 1690 havde fristet den hårde skæbne at miste 2 døtre og en svigersøn ved skibbrud. Han stiftede et fattighospital i Gimlinge (nedlagt 1895).
Han er begravet i Gimlinge Kirke, hvor der er rejst et epitafium.